# Joe Urla
Joe Urla est un acteur américain né le 25 décembre 1958 à Pontiac au Michigan.

## Filmographie

### Cinéma
- 1989 : Wired : le responsable de la scène
- 1992 : Bodyguard : Minella
- 1994 : Harcèlement : John Conley Jr.
- 1995 : Strange Days : Keith
- 1996 : Wedding Bell Blues : Jeff Freeman
- 1996 : Sleepers : Carson
- 1997 : Brittle Glory
- 1998 : Deep Impact : Ira Moskatel
- 2004 : Invitation to a Suicide : Ferfichkin
- 2008 : Che, 1re partie : L'Argentin : l'ambassadeur du Nicaragua
- 2009 : Four Single Fathers : Ennio
- 2016 : Hands of Stone : Angelo Dundee

### Télévision
- 1986 : Equalizer : Stephen (1 épisode)
- 1987 : Deux flics à Miami : Paco Zamora (1 épisode)
- 1989 : Matlock : Sergent Jerry Reese (1 épisode)
- 1989 : Baby Boom : Kevin O'Connor (1 épisode)
- 1990 : H.E.L.P. : Larry Alba (6 épisodes)
- 1992 : New York, police judiciaire : l'avocat de la défense Werner
- 1993 : Défense traquée (Caught in the Act) : Stan Richards
- 1993 : Delta : Sandy Scott (5 épisodes)
- 1993 : Le Monde de Dave (1 épisode)
- 1995 : Papa bricole : Chris Harper (1 épisode)
- 1996-1998 : Seinfeld : Dugan (6 épisodes)
- 1997 : Dark Skies : L'Impossible Vérité : Carl Sagan (2 épisodes)
- 1997-1998 : Working : Harrison et l'employé solitaire (2 épisodes)
- 1998 : Spin City : Daniel (1 épisode)
- 1998 : Homicide : Jake Benedek (1 épisode)
- 2000 : Un agent très secret : le ministre (1 épisode)
- 2004 : New York, section criminelle : l'official de l'université (1 épisode)
- 2004 : New York 911 : Paul Wilcox (1 épisode)
- 2008 : Sur écoute : l'avocat du district de Maryland (3 épisodes)
- 2010 : American Wives : Dr Ted Raymond (1 épisode)
- 2010 : The Big C (1 épisode)
- 2011 : Blue Bloods : officier Tedesco (1 épisode)
- 2011 : Homeland : le congressiste Richard Johnson (1 épisode)
- 2011 : New York, unité spéciale : procureur Ian Wofford (saison 12, épisode 14)
- 2012 : Damages : l'avocat de Thomas Weld
- 2013 : The Americans : David R. Sepsill
- 2014 : Grazy House : Tim Lawrence
- 2014 : The Good Wife : Kurt (1 épisode)
- 2014 : New York, unité spéciale : Thomas Eldridge (saison 16, épisode 4)